# Haliastur sphenurus
El milano silbador (Haliastur sphenurus) es una especie de ave falconiforme de la familia Accipitridae. Esta rapaz se encuentra en Nueva Guinea, Nueva Caledonia y buena parte de Australia. No se reconocen subespecies.